# Три літа (період творчості Шевченка)

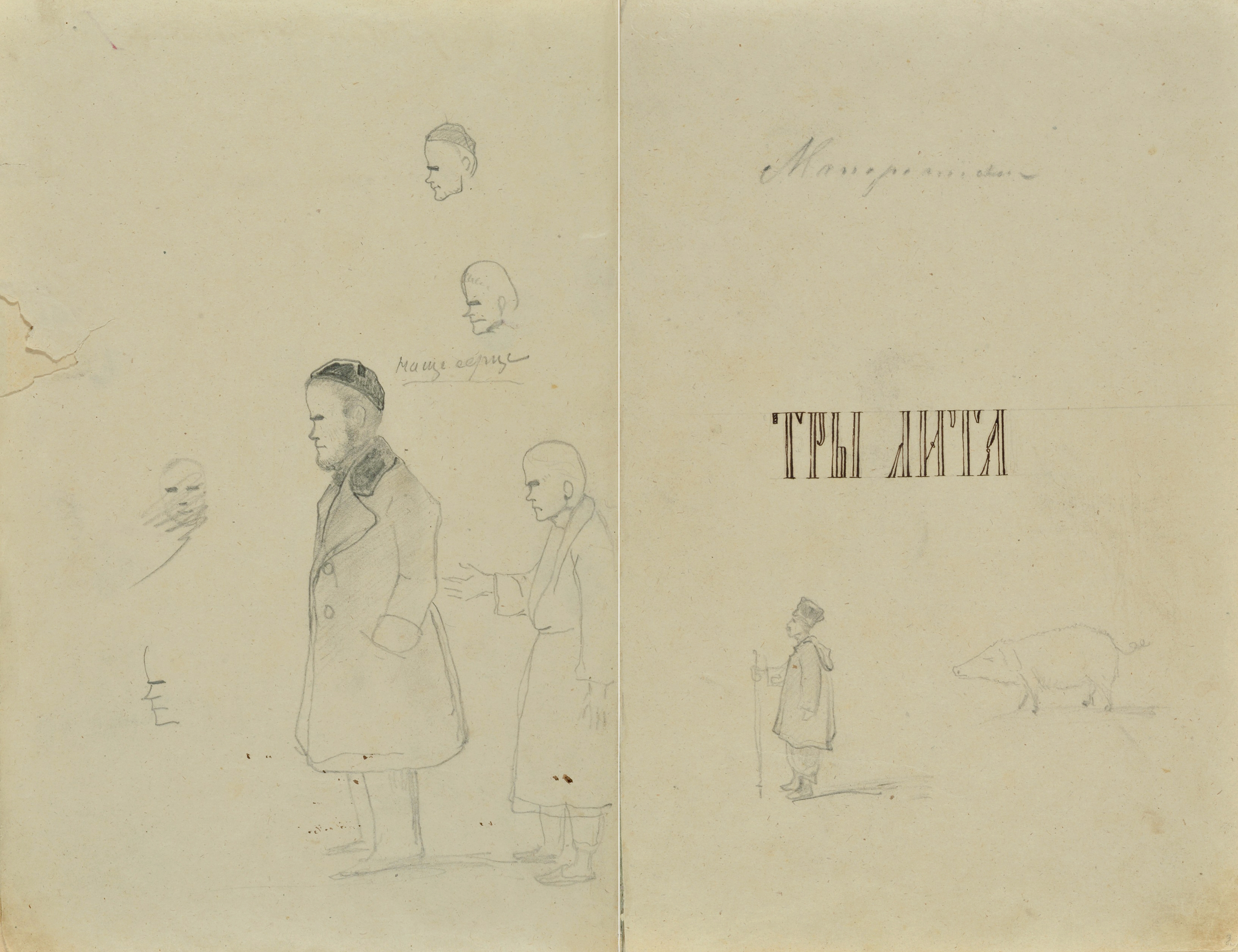
Фронтиспіс й титульна сторінка рукописної книги «Три літа»

Три літа — назва періоду життя і творчості Тараса Шевченка, що охоплює як 1843—1845 роки, коли було створено однойменну рукописну збірку поезій, так і 1846—1847 роки (до арешту), коли сформувалася нова якість його світогляду.

## Світоглядний злам
За назвою збірки автографів «Три літа» ці роки життя і творчості поета названо періодом «трьох літ». Сюди ж фактично належать і твори, написані в 1846—1847 (до арешту). Вони тісно пов'язані з двома його подорожами в Україну. Перша подорож Шевченка в Україну тривала близько восьми місяців. Виїхавши з Петербурга у травні 1843 року поет відвідав десятки міст і сіл України (рідну Кирилівку, Київ, Полтавщину, Хортицю, Чигирин тощо). Спілкувався з селянами, познайомився з численними представниками української інтелігенції й освіченими поміщиками (зокрема з М. Максимовичем, В. Білозерським, П. Кулішем, В. Забілою, О. Афанасьєвим-Чужбинським, братом засланого декабриста С. Волконського — М. Рєпніним і з його дочкою — письменницею В. Рєпніною, з колишнім членом «Союзу благоденства» О. Капністом, майбутнім петрашевцем Р. Штрандманом й іншими). В Україні Шевченко багато малював, виконав ескізи до альбому офортів «Живописная Украина», який задумав як періодичне видання, присвячене історичному минулому й сучасному народному побуту України. Під час подорожі поет на власні очі побачив розгул кріпосництва, сваволю поміщиків і чиновників, злиденне життя селянства, яке влада позбавляла освіти, витравлювала всяку пам'ять про гетьманщину, зневажала мову й пісню, виховувала комплекс меншовартості. Саме тоді розпочався світоглядний злам у поета: критичне ставлення до кріпосницько-самодержавного ладу, осмислення історії України й пошуки причин її занепаду, трагедії бездержавності. Відтоді його творчість набуває відверто антисамодержавного, антикріпосницького та національно-визвольного спрямування. Першими виявами нових настроїв була поезія «Розрита могила» (1843), а також поема «Тризна», написана в родині Рєпніних-Волконських у листопаді 1843 року в Яготині й опублікована окремим виданням 1844 року. У цій поемі, в монолозі Безталанного, Шевченко починає творити образ поневоленої та зневаженої України. Тема її руйнування й колонізації розвинута поетом у вірші «Розрита могила», де мотив нещастя України, розколу її дітей на добрих, відданих та на злих, перевертнів, зрадників, що допомагають чужій імперії «матір катувати», вперше розкривається повно, глибоко. Вона стане наскрізною, ключовою темою історіософсько-політичної поезії Шевченка. Після поїздки до Петербурга, де йому було надано Радою Академії мистецтв звання некласного художника, Шевченко знову повертається в Україну багато подорожує (Полтавщина, Чернігівщина, Київщина, Волинь, Поділля), виконує доручення Київської археографічної комісії, записує народні пісні, малює архітектурні й історичні пам'ятки, портрети й краєвиди. Під впливом вражень від перебування в Україні та нового багатоманітного і суперечливого досвіду скристалізувалася нова якість його світогляду.

## Творче піднесення
З жовтня по грудень 1845 року поет переживає надзвичайне творче піднесення, пише один за одним твори «Єретик», «Невольник (Сліпий)», «Великий льох», «Наймичка», «Кавказ», «І мертвим, і живим…», «Холодний Яр», великий цикл «Псалмів Давидових», «Минають дні, минають ночі...», «Три літа», «Як умру, то поховайте… (Заповіт)» й інші). 1846 року створює балади «Лілея» і «Русалка», наступного року (до арешту) — поему «Осика» («Відьма»). Тоді ж він задумує нове видання «Кобзаря», куди мали увійти його твори 1843—1847 років легального змісту. До цього видання пише у березні 1847 року передмову, у якій викладає свою естетичну програму, закликає письменників до глибшого пізнання народу й різко критикує поверховий етнографізм і псевдонародність. Друзі й шанувальники поета збирали кошти на видання, однак воно не було здійснене через арешт поета. Більшість поетичних творів за своїм змістом не могла бути подана до друку: частина розповсюджувалася у списках, а частина взагалі тривалий час залишалася невідомою ширшому колові читачів.

## Особливості творчого методу
Період «Трьох літ» — роки формування художньої системи зрілого Шевченка, яку характеризує органічне поєднання реалістичного й романтичного начал, причому домінуючою тенденцією стає прагнення об'єктивно відображати дійсність у всій складності її суперечностей. У ці й наступні роки поет пише твори, у яких реалістичне начало по-різному поєднується з романтичним («Сова», «Наймичка», «Сон», «Єретик», «І мертвим, і живим…»), і твори суто романтичні («Великий льох», «Розрита могила»). Таке співіснування романтизму й реалізму у творчості зрілого Шевченка є індивідуальною особливістю його творчого методу. Романтичний струмінь, наявний у творчості поета до кінця його життя, своєрідно поєднувався з реалізмом, вводячи в нього ідеальне начало, збагачуючи його виражальні можливості, поглиблюючи психологізм інтроспекції.

## Твори періоду «трьох літ»
- Тризна (1843, Яготин)
- Розрита могила (1843, Березань)
- Чигрине, Чигрине… (1844, Москва)
- Сова (1844, С.- Петербург)
- Дівичії ночі (1844, С.- Петербург)
- Сон (1844, С.- Петербург)
- У неділю не гуляла... (1844, С.- Петербург)
- Чого мені тяжко, чого мені нудно... (1844, С.- Петербург)
- Заворожи мені, волхве... (1844, С.- Петербург)
- Гоголю (1844, С.- Петербург)
- Не завидуй багатому... (1845, Миргород)
- Не женися на багатій... (1845, Миргород)
- Єретик (1845, Мар'їнське)
- Невольник (1845, Мар'їнське; 1858—1859, С.- Петербург)
- Великий льох (1845, Миргород)
- Стоїть в селі Суботові (1845, Мар'їнське)
- Наймичка (1845, Переяслав)
- Кавказ (1845, Переяслав)
- І мертвим, і живим… (1845, В'юнище)
- Холодний Яр (1845, В'юнище)
- Псалми Давидові (1845, В'юнище)
- Маленькій Мар'яні (1845, В'юнище)
- Минають дні, минають ночі… (1845, В'юнище)
- Три літа (1845, В'юнище)
- Заповіт (1845, Переяслав)
- Лілея (1846, Київ)
- Русалка (1846, Київ)
- Відьма (1847, Седнев; 1858 — Нижній Новгород)